# Notoraja longiventralis
Notoraja longiventralis is een roggensoort uit de familie van de Arhynchobatidae. De wetenschappelijke naam van de soort is voor het eerst geldig gepubliceerd in 2012 door Bernard Séret en Peter R. Last.